# Albert Lutuli

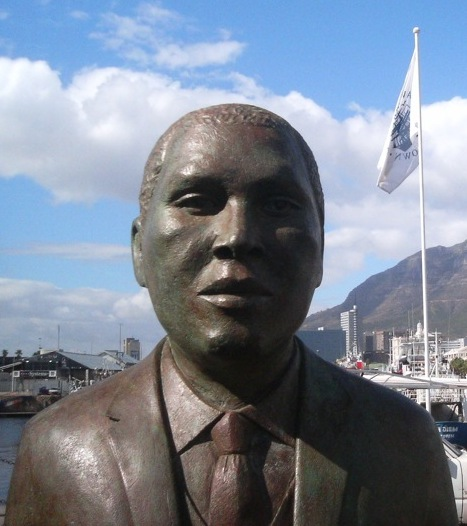
Socha Alberta Lutuliho v Kapském Městě

Albert John Lutuli, známý též jako Luthuli či pod zuluským jménem Mvumbi (1898 – 21. července 1967) byl jihoafrický učitel a politik. V letech 1952 až 1967 zastával post prezidenta Afrického národního kongresu, toho času zastřešující organizace, která byla opozicí bělošské minoritní vládě v Jihoafrické republice. V roce 1960 mu byla udělena Nobelova cena míru za jeho roli v nenásilném boji proti apartheidu. Stal se prvním Afričanem a první osobou mimo Evropu a Ameriku, kterému byla udělena Nobelova cena míru.